# Lompret (Nord)
Pour les articles homonymes, voir Lompret.
Lompret est une commune française située dans le département du Nord, en région Hauts-de-France. Elle fait partie de la Métropole européenne de Lille.

## Géographie

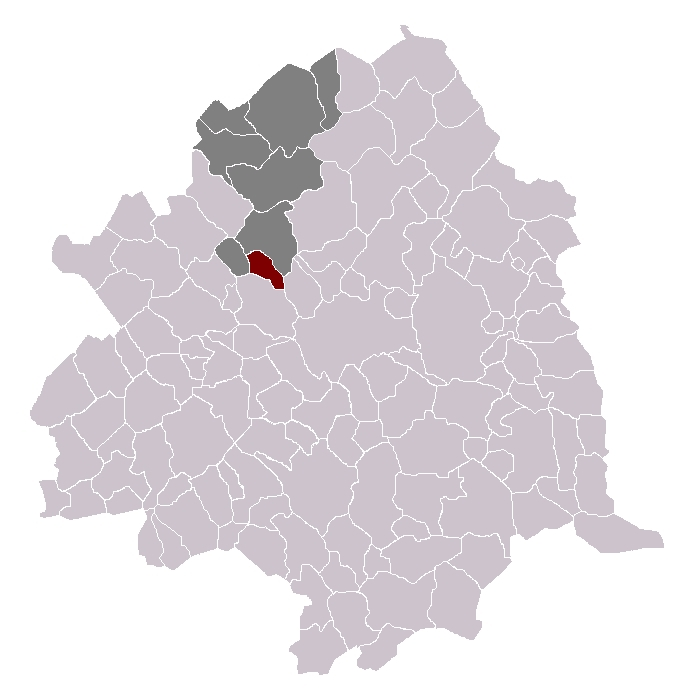
Lompret dans son canton et son arrondissement

### Situation
La commune est située à quelques kilomètres au nord ouest de Lille.

### Communes limitrophes
|            | Verlinghem |            |
| Pérenchies | Lompret    |            |
|            | Lille      | Lambersart |

### Hydrographie

#### Réseau hydrographique
La commune est située dans le bassin Artois-Picardie. Elle est drainée par la Becque du Corbeau, le Corbeau, le Lompret et un autre petit cours d'eau,.

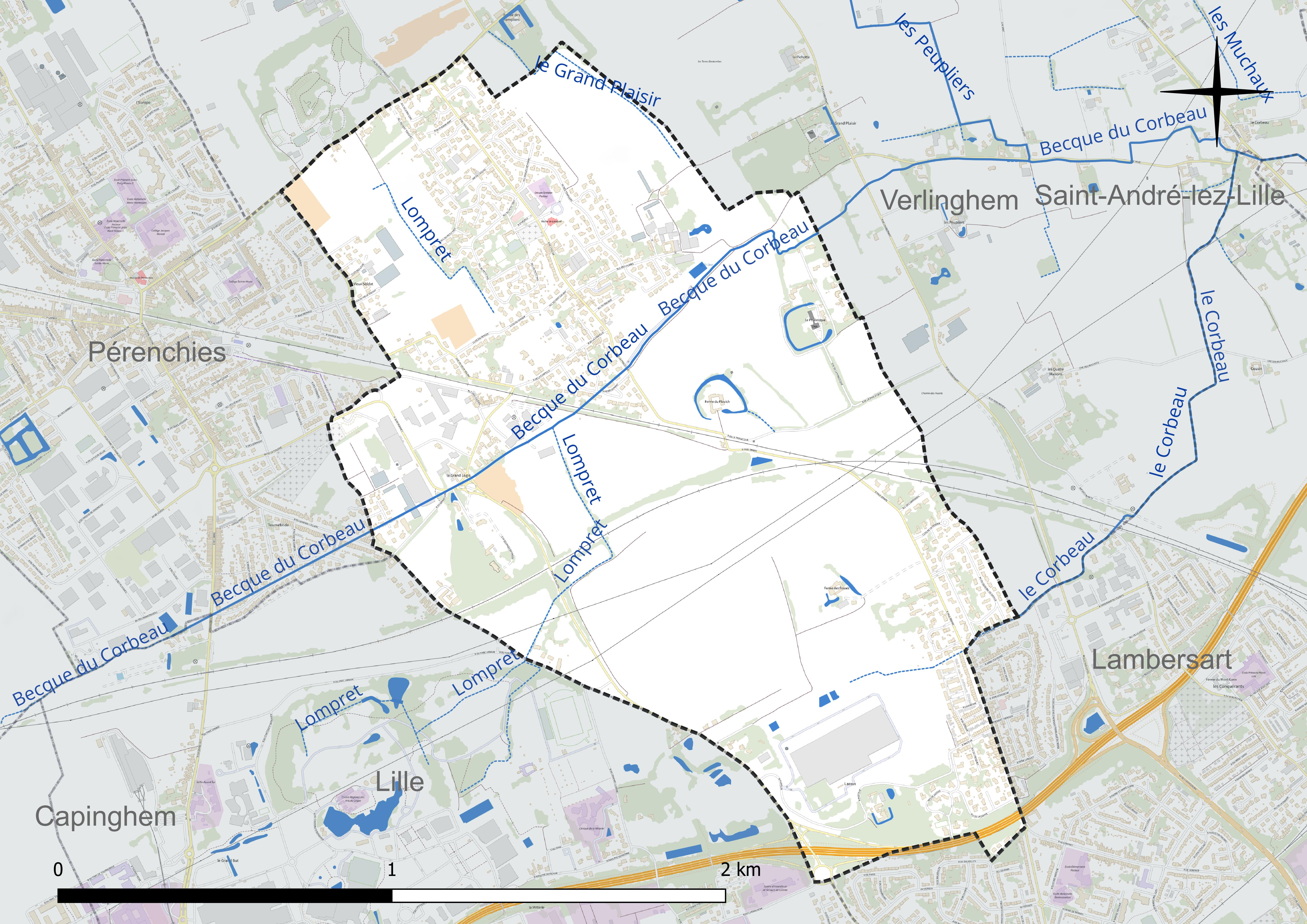
Réseau hydrographique de Lompret.

#### Gestion et qualité des eaux
Le territoire communal est couvert par le schéma d'aménagement et de gestion des eaux (SAGE) « Marque Deûle ». Ce document de planification concerne un territoire de 1 120 km2 de superficie, délimité par les bassins versants de la Marque et de la Deûle, formant une vaste cuvette sédimentaire de 40 km de long et de 25 km de large, où la pente est très faible. Le périmètre a été arrêté le 2 décembre 2005 et le SAGE proprement dit a été approuvé le 9 mars 2020. La structure porteuse de l'élaboration et de la mise en œuvre est la Métropole européenne de Lille. 
La qualité des cours d'eau peut être consultée sur un site dédié géré par les agences de l'eau et l'Agence française pour la biodiversité. 

### Climat
Pour des articles plus généraux, voir Climat des Hauts-de-France et Climat du Nord.
En 2010, le climat de la commune est de type climat océanique dégradé des plaines du Centre et du Nord, selon une étude du CNRS s'appuyant sur une série de données couvrant la période 1971-2000. En 2020, Météo-France publie une typologie des climats de la France métropolitaine dans laquelle la commune est exposée à un climat océanique et est dans la région climatique  Nord-est du bassin Parisien, caractérisée par un ensoleillement médiocre, une pluviométrie moyenne régulièrement répartie au cours de l'année et un hiver froid (3 °C). 
Pour la période 1971-2000, la température annuelle moyenne est de 10,6 °C, avec une amplitude thermique annuelle de 14,1 °C. Le cumul annuel moyen de précipitations est de 691 mm, avec 11,9 jours de précipitations en janvier et 9 jours en juillet. Pour la période 1991-2020, la température moyenne annuelle observée sur la station météorologique la plus proche, située sur la commune de Lesquin à 12 km à vol d'oiseau, est de 11,3 °C et le cumul annuel moyen de précipitations est de 740,0 mm,. Pour l'avenir, les paramètres climatiques de la commune estimés pour 2050 selon différents scénarios d'émission de gaz à effet de serre sont consultables sur un site dédié publié par Météo-France en novembre 2022.

## Urbanisme

### Typologie
Au 1er janvier 2024, Lompret est catégorisée ceinture urbaine, selon la nouvelle grille communale de densité à sept niveaux définie par l'Insee en 2022.
Elle appartient à l'unité urbaine de Lille (partie française), une agglomération internationale regroupant 60  communes, dont elle est une commune de la banlieue,,. Par ailleurs la commune fait partie de l'aire d'attraction de Lille (partie française), dont elle est une commune de la couronne,. Cette aire, qui regroupe 201 communes, est catégorisée dans les aires de 700 000 habitants ou plus (hors Paris),.

### Occupation des sols
L'occupation des sols de la commune, telle qu'elle ressort de la base de données européenne d'occupation biophysique des sols Corine Land Cover (CLC), est marquée par l'importance des territoires agricoles (60,5 % en 2018), en diminution par rapport à 1990 (72,1 %). La répartition détaillée en 2018 est la suivante : 
terres arables (54,9 %), zones urbanisées (31 %), zones industrielles ou commerciales et réseaux de communication (8,5 %), zones agricoles hétérogènes (5,6 %). L'évolution de l'occupation des sols de la commune et de ses infrastructures peut être observée sur les différentes représentations cartographiques du territoire : la carte de Cassini (XVIIIe siècle), la carte d'état-major (1820-1866) et les cartes ou photos aériennes de l'IGN pour la période actuelle (1950 à aujourd'hui).

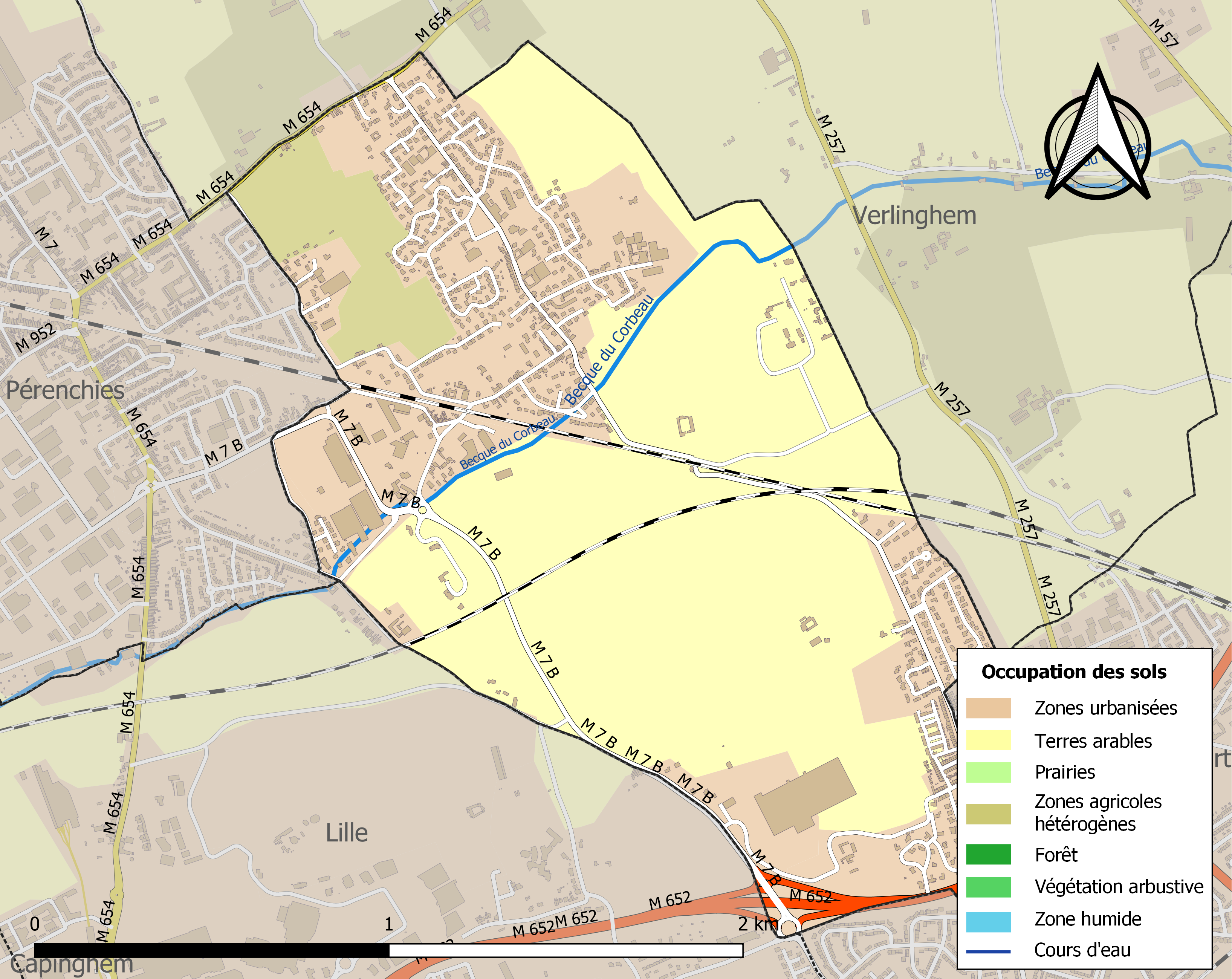
Carte des infrastructures et de l'occupation des sols de la commune en 2018 (CLC).

### Voies de communication et transports
La commune est desservie, en 2023, par les lignes 76, 81, 924 et par la ligne de transport à la demande 22R du réseau Ilévia.

## Toponymie
En 1143 on trouve mention de Longo Prato, puis en 1200 de Long Preid. Plusieurs variantes ont été utilisées depuis : Long Prêt, Longpret, Longprez, Lonpré et Lompret.

## Histoire
Le long pré est une ancienne possession de la maison des Halluin. À partir de 1296, le domaine est divisé en deux seigneuries, celle de Lassus et celle de La Phalecque. Elles existent jusqu'à la Révolution française. Le château de La Phalecque situé sur la commune continue de témoigner de ce passé.
Le 12 août 1624, Michel du Bois, seigneur d'Estiez et de Lassus, bénéficie de lettres d'anoblissement données à Madrid. Natif de Tournai, il est fils de Nicolas, conseiller de la ville de Tournai, et petit-fils de Jacques, prévôt de Tournai. Les lettres d'anoblissement ont été enregistrées le 14 février 1629 moyennant le versement de 1000 florins.
À la fin du XVIIe et au XVIIIe siècle, la seigneurie de Lompret est détenue par les Jacops d'Hailly d'Aigremont. Pierre-Louis Jacops d'Hailly (1669-1738) est le premier d'entre eux. Il achète la seigneurie de Lompret de Philippe du Béron en 1691. Écuyer, il est seigneur d'Hailly, Aigremont (sur Ennevelin), Lompret. Bourgeois de Lille, bourgeois d'Arras, conseiller secrétaire du roi, il est l'auteur de récits de voyages conservés à la Bibliothèque municipale de Lille.
Henri-Ambroise-Ernest Jacops d'Aigremont (1709-1764), écuyer, seigneur d'Aigremont, Hailly, Lompret, naît à Lille en mars 1709 (baptisé le 14 mars 1709). Fils du second lit de Pierre-Louis Jacops, il passe bourgeois de Lille le 11 décembre 1738 après avoir été inscrit au rôle des nobles de Flandre par ordonnance du 24 octobre 1738. Il meurt le 25 août 1764. Il épouse à Lille le 18 octobre 1738, sa cousine issue de germain Madeleine-Charlotte Jacops, fille de Jean-Baptiste, écuyer, seigneur de Vertein, et de Marie-Jeanne Cardon.
Henri-Louis-Marie Jacops d'Aigremont (1741-1795), fils d'Henri-Ambroise-Ernest, écuyer et seigneur d'Aigremont avant de passer marquis d'Aigremont en 1773, détient Hailly, Lompret et de très nombreux fiefs, naît à Lille en septembre 1741 (baptisé le 14 septembre 1741), devient chevau-léger de la Garde du roi par certificat du 16 avril 1761, bourgeois de Lille le 12 mars 1765. Il émigre pendant la Révolution française, et meurt à Hambourg le 8 juillet 1795. Il épouse par contrat à Hem, le 4 août 1764, Marie-Louise-Angélique, comtesse de Gand, fille de Jean-Guillaume-François-Marie, marquis d'Hem, et de Louise-Angélique des Fossés. Le couple donne naissance en 1768 à Louis-Narcisse Jacops d'Aigremont.
Au XVIIe siècle, la seigneurie de La Phalecque est détenue par Nicolas Imbert (1598-1688). Il achète le fief en 1606, est anobli deux ans plus tard. Il est donc écuyer, seigneur de La Phalecque, mais ne semble pas avoir résidé sur Lompret. Fils de Nicolas et de Barbe le Mieuvre, il nait en 1598, devient bourgeois de Lille le 9 août 1622, puis rewart (chargé de la police), puis mayeur de Lille. Il meurt le 27 mai 1688, à l'âge de 90 ans. Il est inhumé dans l'église Saint-Maurice de Lille, chapelle de Saint-Nicolas. Il épouse à Lille le 8 mai 1622 Marie de Fourmestraux, fille de Mahieu, bourgeois de Lille et de Marie Blondel. Elle meurt le 17 juillet 1622, deux mois et demi après son mariage.
Vers 1730, Nicolas-Guillaume Imbert, écuyer, est seigneur de Seneschal, la Phalecque, Ennevelin, Planty; il assure les fonctions de rewart (chargé de la police) puis de maïeur (maire) de Lille. Il meurt d'un coup de sang en présidant le magistrat (ancêtre du conseil municipal) de la ville.
Christophe-Antoine-Robert Imbert (1735-1810), nait à Lille le 22 octobre 1735. Fils de Nicolas-Guillaume, chevalier, seigneur de la Phalecque, Séneschal, Planty, il succède à son frère Nicolas-Eugène Imbert, chevalier, seigneur de Séneschal, en tant que chevalier d'honneur du bureau des finances de la généralité de Lille le 3 décembre 1770 et le demeure jusqu'en 1790 (suppression de ce titre). Il a fait carrière dans les armes : il reçoit le 21 avril 1777 le brevet de capitaine au corps royal d'artillerie au régiment de Grenoble, blessé à la cuisse en Allemagne, fait prisonnier par les Hanovriens et emmené en Angleterre. Depuis sa captivité, il a toujours porté une épée aux armes de l'Électeur de Saxe, qui est toujours dans la famille au XIXe siècle.Il meurt à Lille le 21 mai 1810, à 74 ans. Il a pris pour femme par contrat du 26 janvier 1774 Marie-Thérèse-Natalie de Maulde de la Tourelle (1750-1810 Ypres), fille de Martin-Louis, écuyer et de Françoise-Séraphine Hespel.
Les descendants de la famille Imbert, seigneurs de la Phalecque vont en porter le nom et s'appeler Imbert de la Phalecque. Le nom existe encore de nos jours.

### Les Templiers
A Lompret, les Templiers ont laissé leur empreinte dans la mémoire collective.
En tournant à droite après avoir remonté la rue de l'église, le nom du hameau de La Citadelle reste une énigme. Ce hameau formait un groupe de maisons et le chemin que l'on empruntait autrefois donnait accès au village avec celui du Vert Touquet et du Vieux Soldat à l'autre extrémité de la commune.
Alors que le nom de citadelle rappelle, pour les gens du Nord, les grandes constructions défensives de Vauban, ici rien, aucun vestige, ni douve. Est-ce la proximité du fort de Lompret et la ferme fortifiée tous deux sur la commune de Verlinghem qui donnèrent ce nom au hameau ? Même Marie-Claude Vervisch, l'historienne de Lompret passionnée d'histoire locale ne peut qu'émettre des hypothèses[évasif].
Les Templiers, ordre religieux et militaire créé en 1119 par Hugues de Payns, étaient des moines chevaliers. Ils protégeaient les pèlerins qui partaient en Terre Sainte et possédaient des terres également à Pérenchies et Verlinghem. En 1565, la maison de Pérenchies échut à la commanderie de Haute-Avesnes, le commandeur percevait des droits seigneuriaux dans les villages de Pérenchies et de Verlinghem ainsi que sur plusieurs maisons et héritages à Lompret. La maison du temple de Pérenchies était située sur le territoire de Verlinghem dans le chemin du Temple actuel, une centaine de mètres, à gauche, après le croisement avec le chemin de la Vierge. On trouve d'ailleurs, au bout de ce chemin au lieu-dit Le Funquereau, à Frelinghien, le calvaire du Temple. La grande ferme entourée de douves et qui se trouve à deux pas du hameau n'est autre que l'ancienne ferme Destombes et le nom du hameau de la Citadelle vient peut-être du surnom de cette ferme fortifiée dite à tort ferme des Templiers.

## Économie et industrie

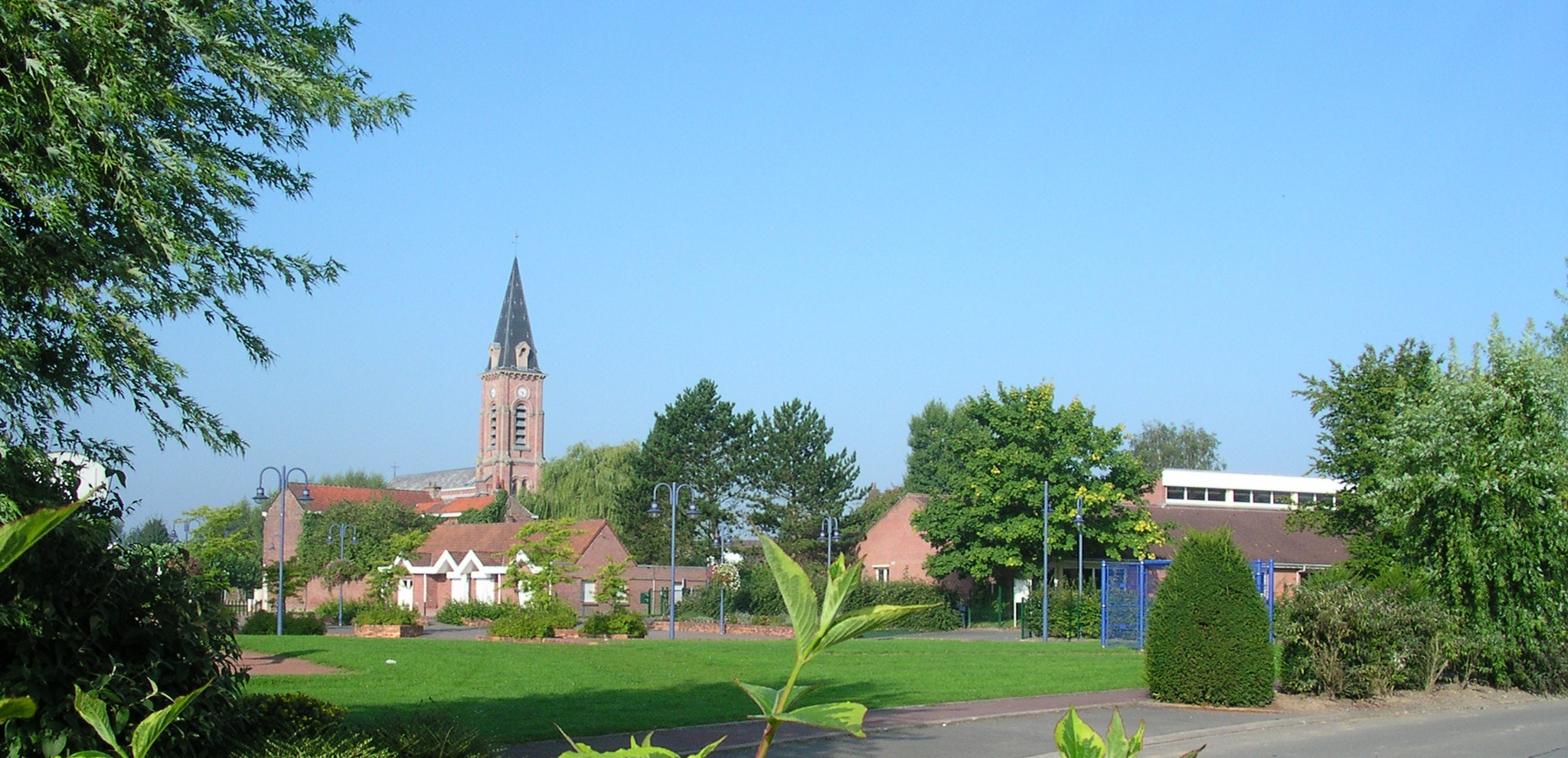
Grand place de Lompret.

- Lompret est une commune rurale. Les activités de la commune comprennent cinq exploitations agricoles et trois pépiniéristes. Les producteurs horticoles proposent des végétaux d'extérieur, mais aussi des plantes d'intérieur. C'est une activité traditionnelle de la commune puisque parmi eux, Les pépinières de Lompret sont tricentenaires. Aussi, le salaire mensuel moyen net de Lompret est élevé à 4 457 euros par mois, soit le 168e village sur 36 717 à payer le plus d'impôts sur le revenu moyen (5 414 euros par an) et par famille imposable (7 433 euros par an) en France.
- Lompret est le siège d'une usine du groupe fabricant de meubles Demeyere[24].

## Politique et administration

### Liste des maires
Maire de 1802 à 1807 : Delattre,.
| Période                                  | Période                   | Identité               | Étiquette            | Qualité                                                               |
| ---------------------------------------- | ------------------------- | ---------------------- | -------------------- | --------------------------------------------------------------------- |
| mars 1959                                | juin 1995                 | Jules Brame            |                      |                                                                       |
| juin 1995                                | mars 2001                 | Marian Kowalski        | DVD                  |                                                                       |
| mars 2001                                | décembre 2013 (démission) | Michel Loosvelt        | UMP                  | Ingénieur EDF retraité                                                |
| janvier 2014                             | mars 2014                 | Marie-Claude Vervisch, | UMP[réf. nécessaire] | Retraitée de l'enseignement                                           |
| mars 2014                                | En cours                  | Hélène Moeneclaey      | DVG puis Horizons    | Fonctionnaire 18e vice-présidente de la Métropole européenne de Lille |
| Les données manquantes sont à compléter. |                           |                        |                      |                                                                       |

## Population et société

### Démographie

#### Évolution démographique
L'évolution du nombre d'habitants est connue à travers les recensements de la population effectués dans la commune depuis 1793. Pour les communes de moins de 10 000 habitants, une enquête de recensement portant sur toute la population est réalisée tous les cinq ans, les populations de référence des années intermédiaires étant quant à elles estimées par interpolation ou extrapolation. Pour la commune, le premier recensement exhaustif entrant dans le cadre du nouveau dispositif a été réalisé en 2005.

En 2022, la commune comptait 2 170 habitants, en évolution de −5,69 % par rapport à 2016 (Nord : +0,51 %, France hors Mayotte : +2,11 %).
| 1793 | 1800 | 1806 | 1821 | 1831 | 1836 | 1841 | 1846 | 1851 |
| ---- | ---- | ---- | ---- | ---- | ---- | ---- | ---- | ---- |
| 696  | 613  | 634  | 573  | 568  | 573  | 617  | 603  | 640  |

| 1856 | 1861 | 1866 | 1872 | 1876 | 1881 | 1886 | 1891 | 1896 |
| ---- | ---- | ---- | ---- | ---- | ---- | ---- | ---- | ---- |
| 621  | 635  | 629  | 657  | 632  | 707  | 716  | 759  | 749  |

| 1901 | 1906 | 1911 | 1921 | 1926 | 1931 | 1936 | 1946 | 1954 |
| ---- | ---- | ---- | ---- | ---- | ---- | ---- | ---- | ---- |
| 722  | 739  | 709  | 390  | 534  | 572  | 535  | 643  | 612  |

| 1962  | 1968  | 1975  | 1982  | 1990  | 1999  | 2005  | 2006  | 2010  |
| ----- | ----- | ----- | ----- | ----- | ----- | ----- | ----- | ----- |
| 1 098 | 1 218 | 1 344 | 1 696 | 1 873 | 2 358 | 2 359 | 2 362 | 2 335 |

| 2015  | 2020  | 2022  | - | - | - | - | - | - |
| ----- | ----- | ----- | - | - | - | - | - | - |
| 2 315 | 2 195 | 2 170 | - | - | - | - | - | - |

#### Pyramide des âges
En 2018, le taux de personnes d'un âge inférieur à 30 ans s'élève à 30,7 %, soit en dessous de la moyenne départementale (39,5 %). À l'inverse, le taux de personnes d'âge supérieur à 60 ans est de 30,6 % la même année, alors qu'il est de 22,5 % au niveau départemental.
En 2018, la commune comptait 1 130 hommes pour 1 134 femmes, soit un taux de 50,09 % de femmes, légèrement inférieur au taux départemental (51,77 %).
Les pyramides des âges de la commune et du département s'établissent comme suit.
| Hommes | Classe d’âge | Femmes |
| ------ | ------------ | ------ |
| 0,5    | 90 ou +      | 0,6    |
| 7,7    | 75-89 ans    | 9,1    |
| 20,4   | 60-74 ans    | 22,8   |
| 23,4   | 45-59 ans    | 23,9   |
| 14,1   | 30-44 ans    | 16,0   |
| 14,3   | 15-29 ans    | 11,6   |
| 19,6   | 0-14 ans     | 15,8   |

| Hommes | Classe d’âge | Femmes |
| ------ | ------------ | ------ |
| 0,5    | 90 ou +      | 1,4    |
| 5,3    | 75-89 ans    | 8,1    |
| 14,8   | 60-74 ans    | 16,2   |
| 19,1   | 45-59 ans    | 18,4   |
| 19,5   | 30-44 ans    | 18,7   |
| 20,7   | 15-29 ans    | 19,1   |
| 20,2   | 0-14 ans     | 18     |

## Culture locale et patrimoine

### Lieux et monuments

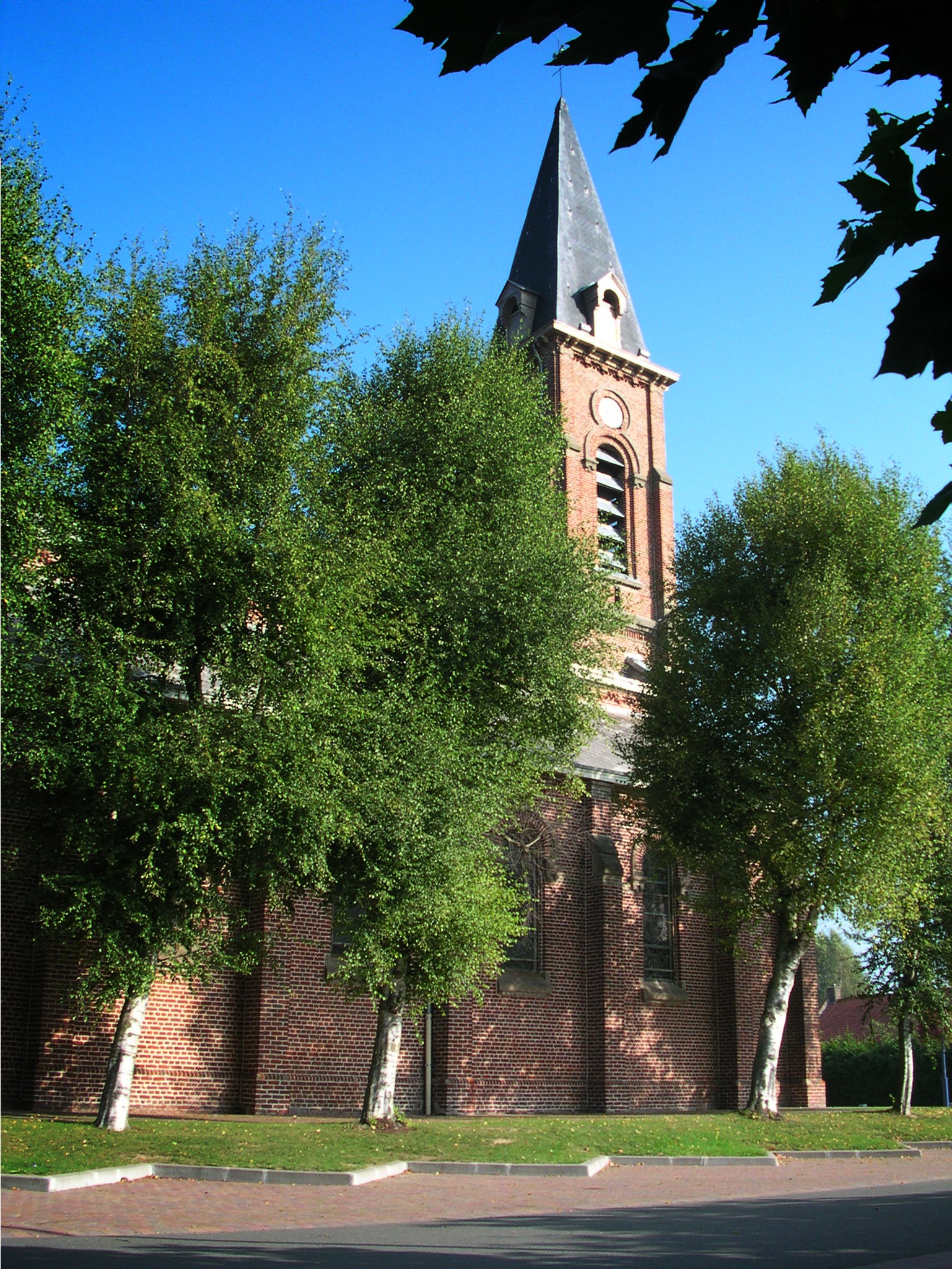
L'église de Lompret.

- Le château de La Phalecque ; le fief de La Phalecque est vendu en 1606 par Les Mortier et Van Grave à Nicolas Imbert anobli deux ans plus tard mais il semble que ce soit seulement au siècle suivant qu'est édifié le château dans sa configuration actuelle. L'architecture s'apparente par sa façade à deux étages et ses motifs sculptés à celle des demeures lilloises de l'époque. Au XIXe siècle, la famille d'Hespel, dont les armes figurent au-dessus de l'entrée principale, acquiert la propriété et double le volume du bâtiment. Depuis 1954, le bâtiment abrite une maison de repos des Associations Familiales de Lille. Jadis entouré d'eau et maintenant niché dans une bouquet d'arbres, le château est précédé d'une drève plantée de tilleuls. À l'intérieur, n'a été gardé qu'un seul dessus de cheminée datant du XVIIIe siècle.
- Le château de Villers ; ancienne propriété de la comtesse de Bucquoy, il n'en reste plus que des ruines.
- La ferme de Petitpas ; ancienne ferme rénovée qui porte le nom d'une très ancienne famille de Lompret.
- L'église Notre-Dame de l'Assomption, construite en 1903 et rénovée en 2010. Le territoire de Lompret est intégré à la paroisse catholique Notre-Dame-des-Sources dont font également partie les communes de Verlinghem, Pérenchies et Prémesques. L'abbé Dominique Lemahieu en est son curé. La paroisse se trouve sur le Doyenné de la Lys et de la Deûle, lui-même faisant partie du Diocèse de Lille.
- La chapelle de la famille Dambricourt, érigée en 1842 et rénovée en 1994.
- Le calvaire érigé en 1891 à la mémoire des pères rédemptoristes.

### Personnalités liées à la commune
- Alain Santy (1949 à Lompret-), coureur cycliste, vainqueur du Critérium du Dauphiné libéré de 1974 ;
- Guy Santy (1950 à Lompret-), coureur cycliste.

### Héraldique
|  | Les armes de Lompret se blasonnent ainsi : « D'or à trois chevrons de sable ». Il s'agit du blason des seigneurs de la Douve, seigneurs de Lompret du XVe siècle au XVIIIe siècle. |

## Pour approfondir